# 32. gorska brigada Slovenske vojske
Za druge 32. brigade glejte 32. brigada.
32. gorska brigada Slovenske vojske (tudi 32. brigada SV; 32. GBR) je bivša gorska formacija Slovenske vojske.

## Zgodovina
Brigada je bila ustanovljena 24. septembra 1992 (nastanjena je bila v vojašnici Kranj). Leta 1995 je bila oblikovana in izurjena celotna vojna sestava brigade. 1998 se je poveljstvo preselilo v vojašnico Bohinjska Bela. 3. bataljon je bil odvzet leta 1999. Brigada je bila razpuščena 26. aprila 2001. 1. bataljon je bil prideljen 1. brigadi Slovenske vojske, Gorska šola Slovenske vojske pa Centru vojaških šol Slovenske vojske.

## Poveljstvo
Poveljniki
- polkovnik Jakob Vidic (1995 - 1998)
- podpolkovnik Mihael Rauter (1998 - 2000)
- podpolkovnik Miha Kuhar (2000 - 2001)